# Enrique Castro Oyanguren
Enrique Castro Oyanguren (Pisco, 3 de enero de 1875 - Lima, 8 de noviembre de 1938), fue un periodista y diplomático peruano. Fue el primer director del diario La Prensa de Lima (1903-1905). Es recordado también por haber suscrito, en su calidad de ministro plenipotenciario del Perú en Quito, el llamado Protocolo Castro Oyanguren-Ponce, como instrumento para establecer un nuevo procedimiento arbitral en la solución del conflicto limítrofe entre el Perú y el Ecuador (1924).

## Biografía
Hijo del matrimonio de Gabriel Castro y Josefa Oyanguren. Radicado en Lima, inició sus estudios en el Colegio de La Inmaculada; pero ante el cierre temporal de este plantel en 1886, pasó al Convictorio Peruano, dirigido por Agustín T. Whilar.
En 1894 ingresó en la Universidad Mayor de San Marcos, pero dejó los estudios para labrarse una carrera en la administración pública. En 1895 ejerció como secretario de la Cancillería, durante el mandato de la Junta de Gobierno presidida por Manuel Candamo (quien era a la vez el canciller). Luego, con el mismo cargo, pasó al ministerio de Gobierno y Policía, cuyo titular era Benjamín Boza, durante el gobierno constitucional de Nicolás de Piérola (1895-1896).
Se inició en el periodismo en 1899, como director del diario El Tiempo de Lima, favorable al Partido Demócrata o pierolista. De 1903 a 1905 fue director del recién fundado diario La Prensa de Lima, siendo su sucesor Pedro de Osma y Pardo. En 1908 asumió como primer director de El Diario, periódico fundado por un grupo de políticos y capitalistas nacionales, miembros del Partido Civil, entonces en el poder. Se alejó de ese entorno al iniciarse el primer gobierno de Augusto B. Leguía.
En 1909 viajó a Europa, donde fue sucesivamente cónsul en Bremen, Burdeos, Nantes y Saint Nazaire. En 1914, al estallar en Europa la Primera Guerra Mundial, regresó al Perú.
Volvió el periodismo, como director de La Patria (1914-1915), diario que apoyó al gobierno provisorio del general Óscar R. Benavides e hizo propaganda electoral a José Pardo y Barreda. Triunfante este e iniciado su segundo gobierno, pasó a ser director del diario oficial El Peruano.
Tras el golpe de Estado de 1919, que elevó al poder por segunda vez a Leguía, fue nombrado jefe de la oficina política encargada de dirigir el movimiento electoral y preparar la reforma constitucional. Culminada esta labor, pasó a ser primer secretario de la legación en Francia y fue miembro de la delegación peruana acreditada ante la Sociedad de las Naciones (1920).
Ascendido a ministro plenipotenciario, pasó a encabezar la legación peruana en Quito (la capital de Ecuador), en reemplazo de Alberto Bresciani. Allí gestionó un nuevo procedimiento arbitral para llegar a una solución al ya casi centenario litigio limítrofe peruano-ecuatoriano. Desde 1910, el Perú había defendido la tesis del arbitraje mientras que el Ecuador sostenía la conveniencia de un arreglo directo. Finalmente, el 21 de junio de 1924, Castro Oyanguren y el canciller ecuatoriano N. Clemente Ponce, suscribieron el Protocolo Castro Oyanguren-Ponce, que establecía una fórmula mixta al contencioso de límites: combinar el arbitraje internacional con la negociación directa paralela. Resolvieron que ambos gobiernos enviasen a Washington D. C. sus respectivas delegaciones para discutir allí el litigio limítrofe y lo que no lograsen ponerse de acuerdo sería sometido al arbitraje del Presidente de los Estados Unidos. Esta fórmula de negociación solo empezó a implementarse en 1936 (Conferencias de Washington), pero se suspendió en 1937, sin ningún resultado. Los incidentes fronterizos entre Perú y Ecuador continuaron hasta desembocar en la guerra del 41.
Tras un breve retorno al Perú, en 1926 pasó a ser embajador extraordinario en Panamá, durante la celebración del primer centenario del congreso anfictiónico de Panamá. Luego fue acreditado como ministro plenipotenciario en Colombia.
En 1928 integró la delegación peruana asistente a la VI Conferencia Internacional Americana, celebrada en La Habana, Cuba, de 16 de enero a 20 de febrero de 1928. Presidía dicha delegación el doctor Jesús M. Salazar y lo integraba, entre otros, el ilustre diplomático Víctor M. Maúrtua.
Fue también miembro de la Academia Peruana de la Lengua, ejerciendo como su secretario permanente.

## Publicaciones
- El problema de la educación nacional (1905), crítica al estudio de Alejandro Deustua sobre dicho tema y elogio de la reforma educativa del primer gobierno de José Pardo.
- El triunfo del ideal (1919), sobre el fin de la Primera Guerra Mundial y sus repercusiones.
- Entre el Perú y Chile - La cuestión de Tacna y Arica (1919)
- Un ruidoso asunto diplomático: las cartas del expresidente Roca y la Guerra del Pacífico (1919), sobre la actitud peruana ante la tensión chileno-argentina de fines del siglo XIX.
- Elogio de Abraham Valdelomar (1920)
- Páginas olvidadas (1920), compilación de artículos sobre la literatura de su tiempo.